# Blažijevići
Blažijevići (cyr. Блажијевићи) – wieś w Bośni i Hercegowinie, w Republice Serbskiej, w gminie Srebrenica. W 2013 roku liczyła 2 mieszkańców.